# Сазерак (коктейль)

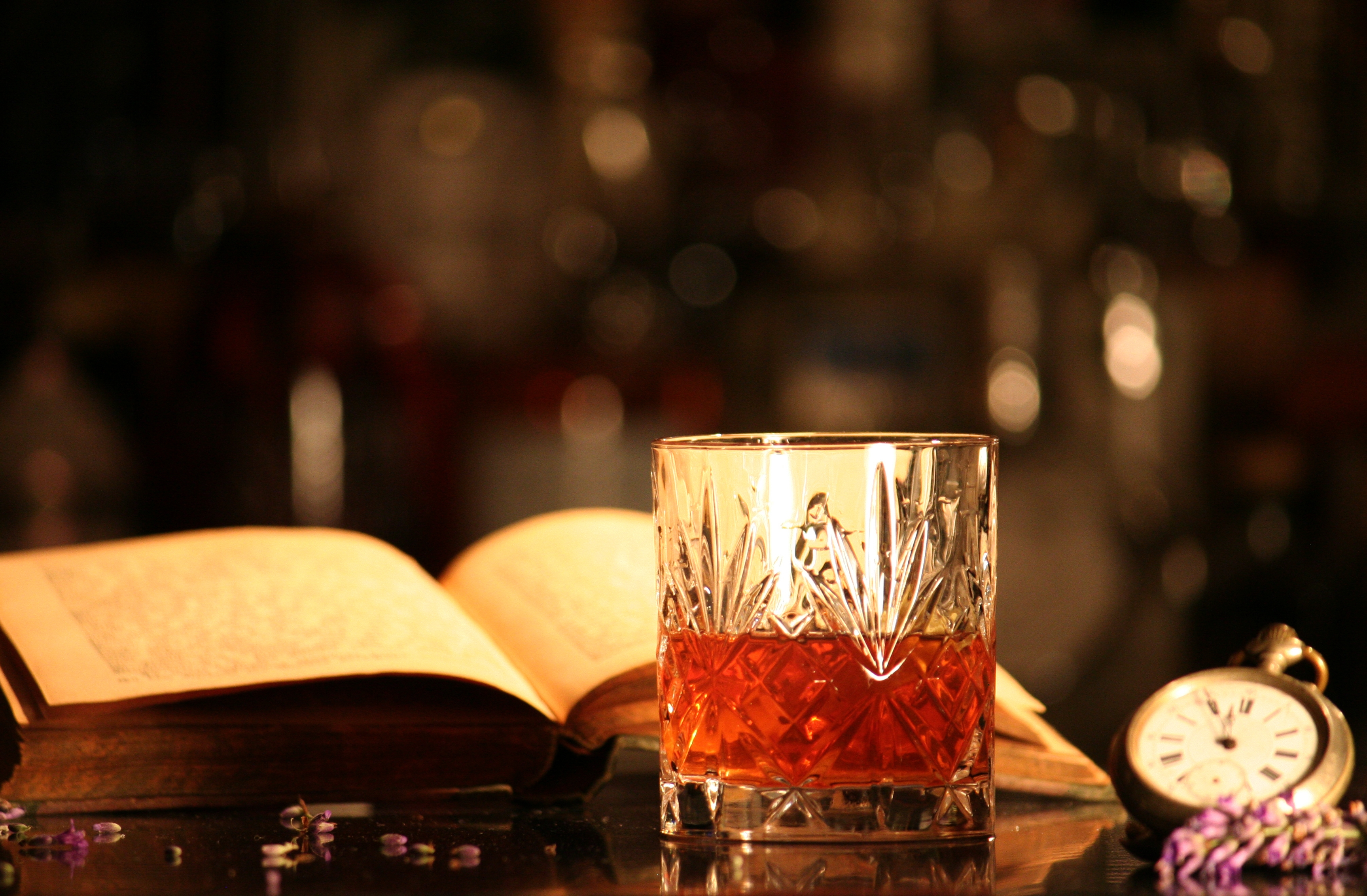
Коктейль «Сазерак»

Сазерак (англ. Sazerac) — класичний алкогольний коктейль на основі коньяку або віскі, що змішується методом білд (англ. build) — тобто інгредієнти перемішуються без використання шейкера безпосередньо у низькій широкій склянці з товстим дном, в якій потім готовий напій і подається. Коктейль «Сазерак» походить з Нового Орлеана (Луїзіана, США) і названий на честь нині зниклого бренду коньяку Сазерак де Форж е Фис (Sazerac de Forge et Fils), який був основним вихідним інгредієнтом. Класифікується як дигестив (десертний). Належить до офіційних напоїв Міжнародної асоціації барменів (IBA), категорія «Незабутні» (англ. The Unforgettables). Рецепт «Сазерака» відомий кожному бармену, а сам напій є еталоном барменської культури і його подають у тих закладах, де поважають барну культуру. Однак через присмак анісу, що нагадує ліки, подобається він не всім. Цей коктейль традиційно змішують з коньяку, абсенту, бітера Peychaud's і цукру, проте іноді коньяк замінюють віскі (бурбоном або житнім віскі). За деякими даними, це найстаріший з відомих американських алкогольних коктейлів.

## Історія
Своїй появі коктейль «Сазерак» зобов'язаний аптекарю французького походження Антуану Амедіа Пейшо. Влаштувавшись з 1793 року в Новому Орлеані, він в 1838 році випустив у продаж власноруч створений бітер Пейшо (англ. Peychaud's). Незабаром у місцевих жителів узвичаїлось додавати кілька крапель бітера Пейшо в коньяк. У 1859 році луїзіанські імпортери нині зниклої марки коньяку Сазерак де Форж е Фис (Sazerac de Forge et Fils) відкрили в Новому Орлеані кафе «Будинок Сазерак» (англ. The Sazerac Coffee House), де серед іншого подавали коктейль на основі коньяку і невеликої кількості бітера Пейшо. Заклад неодноразово переходив з рук в руки, поки в 1870 році його власником не став Томас Хенді. До цього часу первісний рецепт коктейлю зазнав змін: до складу був доданий абсент, а французький коньяк зник у зв'язку з епідемією філоксери в Європі, що спустошила виноградники Франції, і був замінений на місцевий продукт — житній віскі. Незадовго до своєї смерті (в 1889 році), Хенді записав рецепт коктейлю, який вперше був опублікований в книзі William T. «Cocktail Bill» (1908) — У світі напоїв і способів їх змішування (англ. Boothby's The World's Drinks and How to Mix Them). Примітно, що опублікований рецепт Хенді рекомендує в якості бітера не Peychaud's, а Selner Bitters. Після того, як у 1912 році в США була офіційно введена заборона на вживання абсенту, його стали замінювати різними лікерами зі смаком анісу, в тому числі і місцевого виробництва Herbsaint, який вперше з'явився в 1934 році.

## Спосіб приготування
Цей алкогольний коктейль відносять до категорії десертних, змішують методом Стир&Стрейн, подають у склянці олд фешен, а як гарнір виступає цедра лимона.
Склад коктейлю «Сазерак»:
- коньяк або віскі — 50 мл (5 cl),
- абсенту Crème de Menthe (білого) — 20 мл (2 cl),
- 2 краплі бітера Пейшо (англ. Peychaud's),
- 1 шматок цукру,
- харчовий лід.

Стакан споліскують абсентом і додають лід фраппе. У шейкері ретельно перемішують охолоджені компоненти, що залишились. Потім з олд фешену зливають абсент і воду, після чого в нього відфільтровують охолоджений коктейль і прикрашають цедрою лимона.
Примітка: оригінальний рецепт змінився після громадянської війни в Америці. У зв'язку з тим, що віскі стало важко дістати, житній віскі замінили на коньяк.